# Ивасик, Михаил Адамович
Михаил Адамович Ивасик (1917—1944) — капитан Рабоче-крестьянской Красной Армии, участник Великой Отечественной войны, Герой Советского Союза (1945).

## Биография
Михаил Ивасик родился 1 мая 1917 года в деревне Петруши (ныне — Михайловский район Приморского края). После окончания семи классов школы заведовал магазином в Уссурийске. В 1936 году Ивасик был призван на службу в Рабоче-крестьянскую Красную Армию. Участвовал в боях на озере Хасан. С декабря 1941 года — на фронтах Великой Отечественной войны. В 1943 году Ивасик окончил курсы младших лейтенантов. К августу 1944 года капитан Михаил Ивасик командовал батальоном 380-го стрелкового полка 171-й стрелковой дивизии 3-й ударной армии 2-го Прибалтийского фронта. Особенно отличился во время Мадонской операции на территории Латвийской ССР.
2 августа 1944 года батальон Ивасика вышел в немецкий тыл в районе озера Лубанас и перерезал шоссейную дорогу. Противник предпринял четыре контратаки, но все они были успешно отбиты. В бою Ивасик получил два ранения, но продолжал сражаться. 18 августа 1944 года он погиб в бою. Похоронен в Уссурийске.
Указом Президиума Верховного Совета СССР от 24 марта 1945 года капитан Михаил Ивасик посмертно был удостоен высокого звания Героя Советского Союза. Также был награждён орденами Ленина, Красного Знамени, Отечественной войны 2-й степени, Красной Звезды и рядом медалей.
Мемориальная плита в честь Героя Советского Союза М. А. Ивасика установлена на Аллее Героев в селе Михайловка Приморского края, его именем названа улица в Уссурийске.